# Projektivne tehnike
Projektivne tehnike jesu vrsta testova ličnosti koji na zaobilazan, posredan način dijagnosticiraju dubinske osobine ličnosti, standardnom serijom višesmislenih zadataka. 
Pri gledanju obrisa nastalih prskanjem tinte osobe mogu vidjeti različite stvari, a ideja da osoba vidi u neodređenoj figuri ono što odražava njegovu ličnost nazvana je projektivnom hipotezom.
Projektivni testovi rabe se u dvosmislenim podražajima kako bi izazvali izrazito individualne odgovore koje ispitivač može protumačiti. Ispitanici potpuno slobodno odgovaraju i o sadržaju i o organizaciji.
Svrha testa i tumačenje odgovora se kriju od ispitanika, a upute i podražaji ne daju mnogo smjernica za odgovore.

## Projektivni testovi
Projektivne tehnike poput mrlja od tinte razvio je švicarski psihijatar Hermann Rorschach. Njima se procjenjuju nesvjesni aspekti ličnosti, poput potisnutih žudnja, želja ili konflikata.
U drugoj vrsti projektivne tehnike osobu se može zamoliti da sama proizvede nešto, poput slike osobe.
Rorscharchov test mrlja i test tematske apercepije jesu nestrukturirani testovi, dopuštaju ispitanicima davanje odgovora na vlastiti jedinstven način.
Tijekom godina različiti su psiholozi razvili različite sheme tumačenja i odgovora.

## Kritike
Psiholozi istraživači (Wood, Nezworski, Lilienfeld, Garb) često kritiziraju projektivne tehnike zbog oskudnih znanstvenih dokaza o njihovoj pouzdanosti.
Kritičari pouzdanosti projektivnih testova navode oprečnosti procjena raznih ispitivača, jer kod klasičnih testova osoba ili stroj bodovanje mogu izvršiti savršeno točno, dok se kod projektivnih testova psiholog susreće sa složenim verbalnim tvrdnjama koje treba protumačiti, pri čemu misli, osjećaji i predrasude ispitivača neminovno utječu na bodovanje testa.
Drugi problem koji se javlja kod projektivnih testova je što sadržaj čestica tih testova u pravilu nema ništa zajedničko s događajima ili sadržajem života onoga kojeg se testira i predviđanja obično ne uspijevaju jer se zanemaruje kontekst, a misli i osjećaji pojedinca se predviđaju na općem skupu podražajnog materijala.